# Karadibetta Estate, Alur
Karadibetta Estate là một làng thuộc tehsil Alur, huyện Hassan, bang Karnataka, Ấn Độ.